# Larouillies

Larouillies este o comună în departamentul Nord, Franța. În 1 ianuarie 2022 avea o populație de 239 de locuitori.